# ユリ (少女時代)

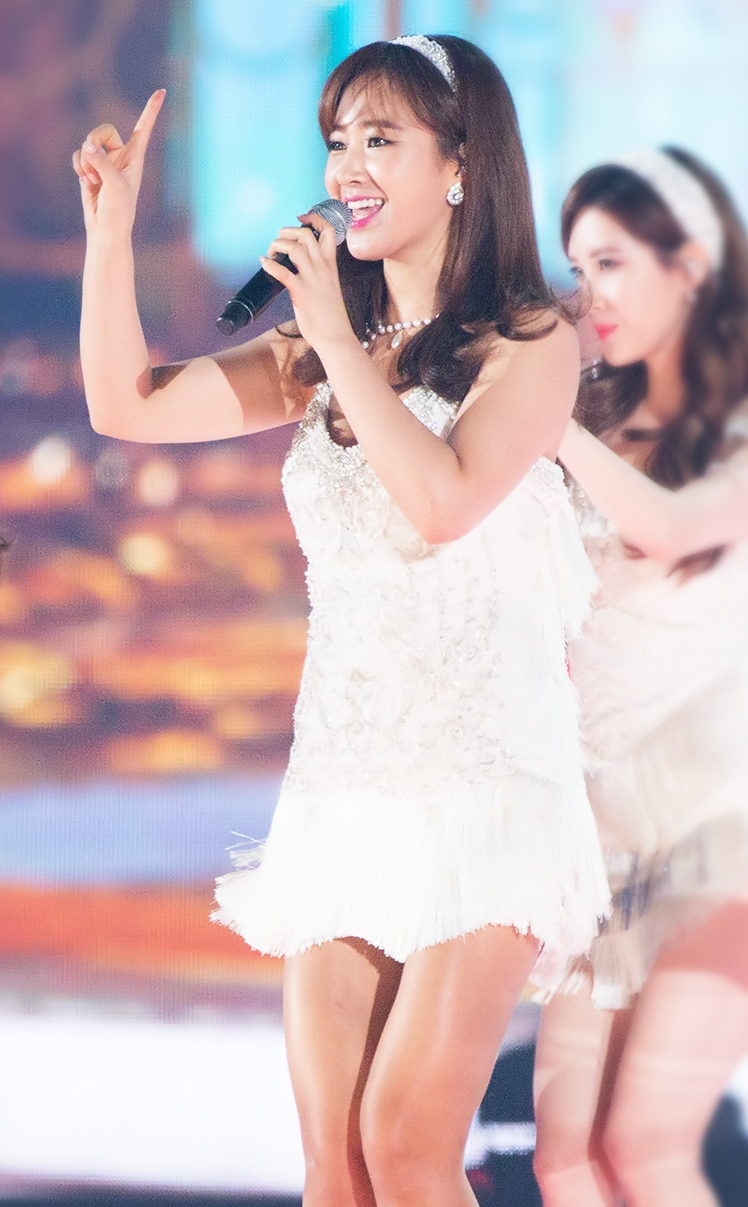
ユリ（2015年）

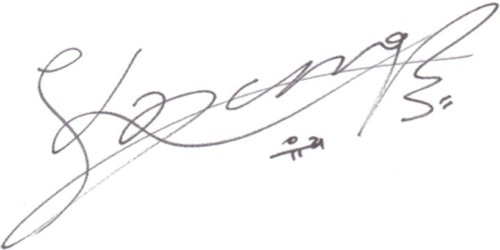
サイン

ユリ（유리、YuRi、本名：クォン・ユリ（권유리、Kwon Yu-Ri、權兪利）、1989年12月5日 - ）は、韓国・京畿道高陽郡知道邑(現･高陽市徳陽区)出身の歌手、女優。アイドルグループ「少女時代」のメンバー。ポジションはメインダンサー。身長167cm、血液型はAB型。家族構成は父、母、兄

## 来歴
- 2001年、第1回SM青少年選抜大会・ダンス部門本部賞を受賞し、SMエンタテインメントの練習生となった。5年11カ月の練習期間を経て、2007年に少女時代のメンバーとしてデビュー。
- 2009年、中央大学校演劇映画学部に合格（2010年度入学生）。
- 2009年から2010年にかけて、KBSのバラエティ番組「青春不敗」にサニーと共に出演。
- 2009年4月から、ティファニーとともにMBC「ショー! 音楽中心」のMCを務める。日本での活動に専念するために2010年7月に降板。2011年10月にキム・テヨンとともに復刻したが、ドラマ出演等で忙しくなり2012年1月28日放送をもって再び降板した。
- 2012年、SBSのドラマ「ファッション王」にチェ・アンナ役で出演。
- 2013年7月から、Mnetのダンスサバイバル番組「ダンシング9」にヒョヨンと共に出演[1]。
- 2013年、映画「ノーブレッシング」に出演[2]。挿入歌「BLING STAR」を歌う。
- 2016年、中央大学校演劇映画学部卒業（2010年度入学生）。
- 2016年、SBSのスペシャルドラマとして編成された邦題「恋するシャイニング☆スター～気になる彼は星いくつ!?～」に コ・ホ役として主演。
- 2018年3月、米フロリダ州マイアミで開催された「Ultra Miami 2018」にRaidenと共に出演し、「Always Find You」を披露。
- 2018年10月、初のソロアルバム「The First Scene」を発売。
- 2019年3月、日本初のソロファンミーティング「Yuri 1st Fanmeeting Tour"INTO YURI "in JAPAN」を開催した。

## 人物
- 肌が綺麗で色黒なことから、ニックネームは黒真珠。本人もこのニックネームを気に入っていて、「ブラックパールのユリです」と自己紹介することも多い。その健康的でしなやかな体つきから「少女時代のセクシー担当」とも言われる。
- いとこにTRI.BEのソンソンがいる[3]。
- バラエティ番組等では体を張った芸で笑いをとることから「カプユル（騒がしいユリ）」と呼ばれることもある[4]。ふざけすぎて下品になってしまうことが多かったため、事務所から「やりすぎずに調節すること」と注意された[5]。
- ダンスの上手さに定評があり、少女時代の「ダンシングクイーン」と呼ばれるヒョヨンも、「小学生の時からユリにライバル心を持っていた」と語った[6]。ダンスソロでヒョヨンとのコンビで踊ることも多い。
- 健康マニアで、毎朝長イモをすって食べ、ヨーガと運動で体を鍛えている。2009年にプロ野球の始球式に参加した際には見事なピッチングを披露した[7]。

## エピソード
- 中学生の時、中国で放送された「チョコパイ」のCMでチャン・ドンゴンと共演したことがある。
- ユリがデビューした高校3年当時の担任によると、彼女は男子生徒から大人気で、「隣に座ろうとする子もいましたし、卒業式の時もサインをもらおうとしたり、隣で写真を撮ろうとしたり、彼女に男子が群がっていました。最後のホームルームも教室で行うのですが、あまりにも関係のない人達で溢れていて、騒ぎを整理するのが大変でしたよ。」[8]「芸能人ということで、自分から男子と距離を置いていたように思います。17歳といえばもっと自由なのに･･･それが気の毒でしたね」[9]と証言している。
- 2009年から、KBSのリアル・バラエティ番組「青春不敗」にサニーと共に出演し、韓国の農村で自給自足生活を体験した。番組中では変顔を披露したり、共演したキム・シニョンにほうれい線の事をいじられる、舌を出して寝る姿を放送されるなど、アイドルのイメージを崩壊させるような姿を見せて笑いを誘った。番組後半では「クォン班長」と呼ばれ、出演メンバーのリーダー的存在となった。
- 2010年11月30日放送のSBS「強心臓 」にて、少女時代が日本で「美脚グループ」として注目されていることについて、「日本の番組では脚を撮られることが多く、傷やあざが多い脚をメイクで隠している。日本では顔よりも脚に気を使う」「メンバー全員の脚がきれいなわけではない」「日本では芸能番組やインタビューでの質問が脚ばかりだった。日本の方には脚以外の部分ももっと見てほしい」と告白した[10]。
- 少女時代の3rdミニアルバム『Hoot』に収録されている「わたしのせいなのね (mistake)」の作詞は、ユリによるもの。歌詞には片思いの少女の気持ちが綴られているが、本人の経験談ではなく、本を読んでヒントを得たものだという[11]。

## 出演

### 映画
- 2007年「花美男連続ボム事件」- バレエ少女役
- 2013年「君に泳げ！（朝鮮語版）(原題：노브레싱 ノーブレッシング)」- ジョンウン役

### ドラマ
- 2007年 KBS 2TV「止められない結婚」- クォン・ユリ役
- 2012年 SBS「ファッション王」- チェ・アナ役
- 2016年 OCN「名もなき英雄＜ヒーロー＞」- ぺ・ジョンヨン役
- 2016年 韓中合同制作 ウェブドラマ「ゴッホ、星が輝く夜に」（邦題：「恋するシャイニング☆スター～気になる彼は星いくつ！？～」）- コ・ホ役
- 2017年 SBS「被告人」- ソ・ウネ役
- 2018年 「サウンド・オブ・ハート」シーズン2　- エボン役
- 2018年 MBC「チャングムの末裔」- ポク・スンア役
- 2020年 別れの猶予、一週間 - パク・ガラム役
- 2021年 MBN「ポッサム〜愛と運命を盗んだ男〜」 - スギョン役
- 2022年 ENA「グッジョブ」 - トン・セラ役

### 演劇
- 2019年 アンリおじいさんと私　- コンスタンス役
- 2020年 アンリおじいさんと私　- コンスタンス役

### ミュージックビデオ
- 2005年「Beautiful Life」- 東方神起
- 2009年「チャラじゃちゃ」- チュ・ヒョンミ、ソヒョン
- 2009年「涙がぽたぽた」- K.Will
- 2010年「CABI Song」- 少女時代＆2PM
- 2016年「Secret」-ソヒョン
- 2018年「Always Find You」-Raiden
- 2018年「Into You」

### バラエティ番組
- 『ショー! 音楽中心』 (MBC、2009年 - 2012年)
- 『ハッピーサンデー ココ観光シングル・シングル』 (KBS 2TV、2008年)
- 『青春不敗』 (KBS 2TV、2009年 - 2010年)
- 『ダンシング9』(Mnet、2013年）
- 『Maps』(Olive TV、2015年）
- キム・ジェドンのTALK TO YOU 2－幸せですか あなた(JTBC、2018年）
- 屋根の上のマッコリ(チャンネルA、2018年）
- 驚きの土曜日(tvN、2021年）
- もっと食べて行って(MBN、2021年）

### CM・キャンペーン
- 自転車広報大使 (2009年)[12]
- 「マモンド (mamonde)」（2012年）
- 「パンテーン(PANTENE)（中国、タイ）」（2016年〜）

## 受賞歴
- 第1回 S.M.青少年ベスト選抜大会ダンス部門本章(2001)